# Demircili

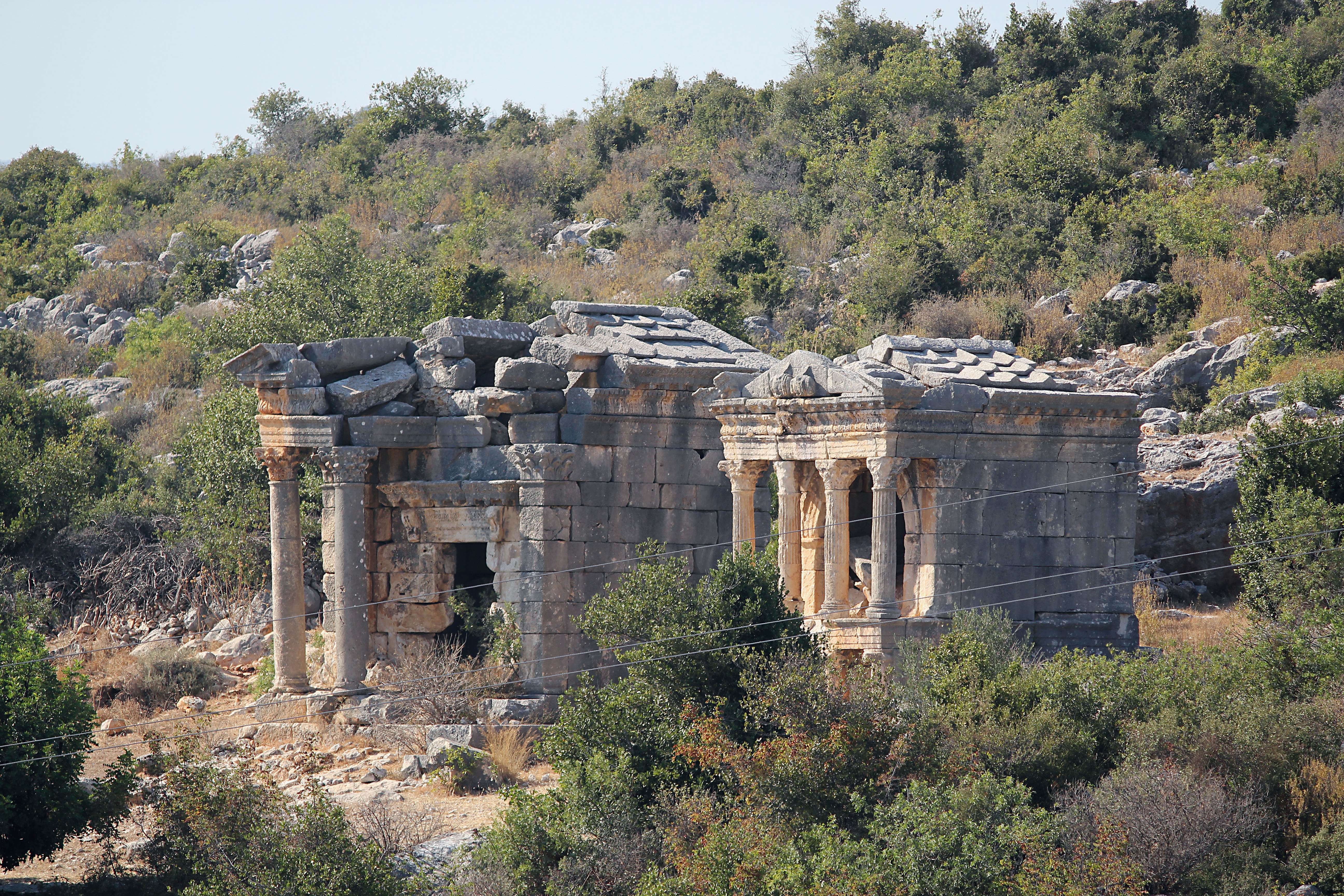
Tempelgräber in Demircili

Demircili (früher Dösene) war ein Dorf im Landkreis Silifke der türkischen Provinz Mersin.
Demircili liegt im Südosten des Landkreises, etwa sechs Kilometer nördlich von Silifke und 65 Kilometer südwestlich der Provinzhauptstadt Mersin. Die Entfernung zum Mittelmeer beträgt etwa 12 Kilometer. Der Ort liegt an der Landstraße von Silifke nach İmamlı und Uzuncaburç. Seit einer Gebietsreform 2014 ist der Ort kein Dorf mehr, sondern ein Ortsteil der Kreisstadt Silifke.
In Demircili liegen einige Ruinen des antiken Ortes Imbriogon, dazu gehören etliche gut erhaltene Haus- und Tempelgräber.